# (39565) 1992 SL
(39565) 1992 SL est un astéroïde Amor découvert en 1992.

## Description
(39565) 1992 SL a été découvert le 24 septembre 1992 à l'observatoire Palomar, situé au nord de San Diego en Californie, par Eleanor Francis Helin et Kenneth J. Lawrence.

### Caractéristiques orbitales
L'orbite de cet astéroïde est caractérisée par un demi-grand axe de 1,64 ua, un périhélie de 1,09 ua, une excentricité de 0,33 et une inclinaison de 8,60° par rapport à l'écliptique. Du fait de ces caractéristiques, à savoir un périhélie compris entre 1,017 et 1,3 ua, il est classé comme astéroïde Amor, une famille d'astéroïdes géocroiseurs, s'approchant de l'orbite de la Terre.

### Caractéristiques physiques
(39565) 1992 SL a une magnitude absolue (H) de 18,4 et un albédo estimé à 0,247.